# (840) Zenobia
Pour les articles homonymes, voir Zenobia.
(840) Zenobia est un astéroïde de la ceinture principale découvert le 25 septembre 1916 par l'astronome allemand Max Wolf. Sa désignation provisoire était 1916 AK.
Il existe deux hypothèses sur l’origine du nom : la déesse slave de la chasse Zénobie ou Zénobie, la reine de Palmyre.